# Municipio de Florence Lake
El municipio de Florence Lake (en inglés: Florence Lake Township) es un municipio ubicado en el condado de Burleigh en el estado estadounidense de Dakota del Norte. En el año 2010 tenía una población de 9 habitantes y una densidad poblacional de 0,1 personas por km².

## Geografía
El municipio de Florence Lake se encuentra ubicado en las coordenadas 47°16′45″N 100°17′37″O / 47.27917, -100.29361. Según la Oficina del Censo de los Estados Unidos, el municipio tiene una superficie total de 90.54 km², de la cual 83,14 km² corresponden a tierra firme y (8,17 %) 7,39 km² es agua.

## Demografía
Según el censo de 2010, había 9 personas residiendo en el municipio de Florence Lake. La densidad de población era de 0,1 hab./km². De los 9 habitantes, el municipio de Florence Lake estaba compuesto por el 100 % blancos. Del total de la población el 0 % eran hispanos o latinos de cualquier raza.